# Carnoux-en-Provence
Carnoux-en-Provence este o comună franceză situată în departamentul Bouches-du-Rhône, în regiunea Provence-Alpes-Côte d'Azur.

## Geografie

### Localizare
Carnoux-en-Provence este situată la est de Marsilia, între Aubagne la nord și Cassis la sud, în inima unui ansamblu de coline care constituie prelungirea estică a masivului Saint-Cyr. Satul este dispus de-a lungul unei văi adânci cu orientare generală sud-vest – nord-est, mărginită la nord de un platou, din care doar partea estică aparține comunei. Majoritatea locuințelor se află pe versantul de nord-vest al văii, bine expus.

### Climă
În 2010, clima comunei a fost clasificată ca tipic mediteraneană, conform unui studiu realizat de CNRS, bazat pe o serie de date care acoperă perioada 1971-2000. În 2020, Météo-France a publicat o tipologie a climei din Franța metropolitană, conform căreia comuna se află într-o zonă cu climat mediteranean, în regiunea climatică Provence, Languedoc-Roussillon. Aceasta este caracterizată de precipitații reduse vara, o foarte bună expunere la soare (2.600 ore/an), veri calde (21,5 °C), un aer foarte uscat vara și sec în toate anotimpurile, vânturi puternice (cu o frecvență de 40-50 % a vânturilor > 5 m/s) și puține cețuri.
Pentru perioada 1971-2000, temperatura medie anuală este de 14,1 °C, cu o amplitudine termică anuală de 15,1 °C. Cantitatea medie anuală de precipitații este de 648 mm, cu 5,9 zile de precipitații în ianuarie și 1,5 zile în iulie. Pentru perioada 1991-2020, temperatura medie anuală observată la stația meteorologică situată în comuna Aubagne la 4 km distanță în linie dreaptă, este de 15,1 °C, iar cantitatea medie anuală de precipitații este de 647,8 mm.
Pentru viitor, parametrii climatici estimati pentru comună pentru anul 2050, conform diferitelor scenarii de emisii de gaze cu efect de seră, pot fi consultati pe un site dedicat publicat de Météo-France în noiembrie 2022.

## Urbanism

### Tipologie
La 1 ianuarie 2024, Carnoux-en-Provence este clasificată drept „centură urbană”, conform noii grile comunale de densitate cu 7 niveluri stabilite de INSEE (Institutul Național de Statistică și Studii Economice) în 2022. Comuna face parte din unitatea urbană Carnoux-en-Provence, o unitate urbană monocomunală care constituie un oraș izolat. De asemenea, comuna aparține de zona metropolitană a Marsiliei - Aix-en-Provence, din care face parte ca o comună din coroană. Această arie, care include 115 comune, este clasificată în categoria ariilor cu 700.000 de locuitori sau mai mulți (cu excepția Parisului).

### Utilizarea terenurilor
Structura utilizării terenurilor în comună, conform bazei de date europene privind ocuparea biofizică a solurilor Corine Land Cover (CLC), este caracterizată prin predominanța teritoriilor artificializate (66,1 % în 2018), proporție identică cu cea din 1990 (66,1 %). Distribuția detaliată pentru anul 2018 este următoarea: zone urbanizate (66,1 %), păduri (33,8 %), habitate cu vegetație arbustivă și/sau ierboasă (0,1 %). Evoluția ocupării terenurilor în comună și a infrastructurilor sale poate fi observată pe diferitele reprezentări cartografice ale teritoriului: harta Cassini (secolul XVIII), harta de stat-major (1820-1866) și hărțile sau fotografiile aeriene ale IGN pentru perioada actuală (1950 până în prezent).

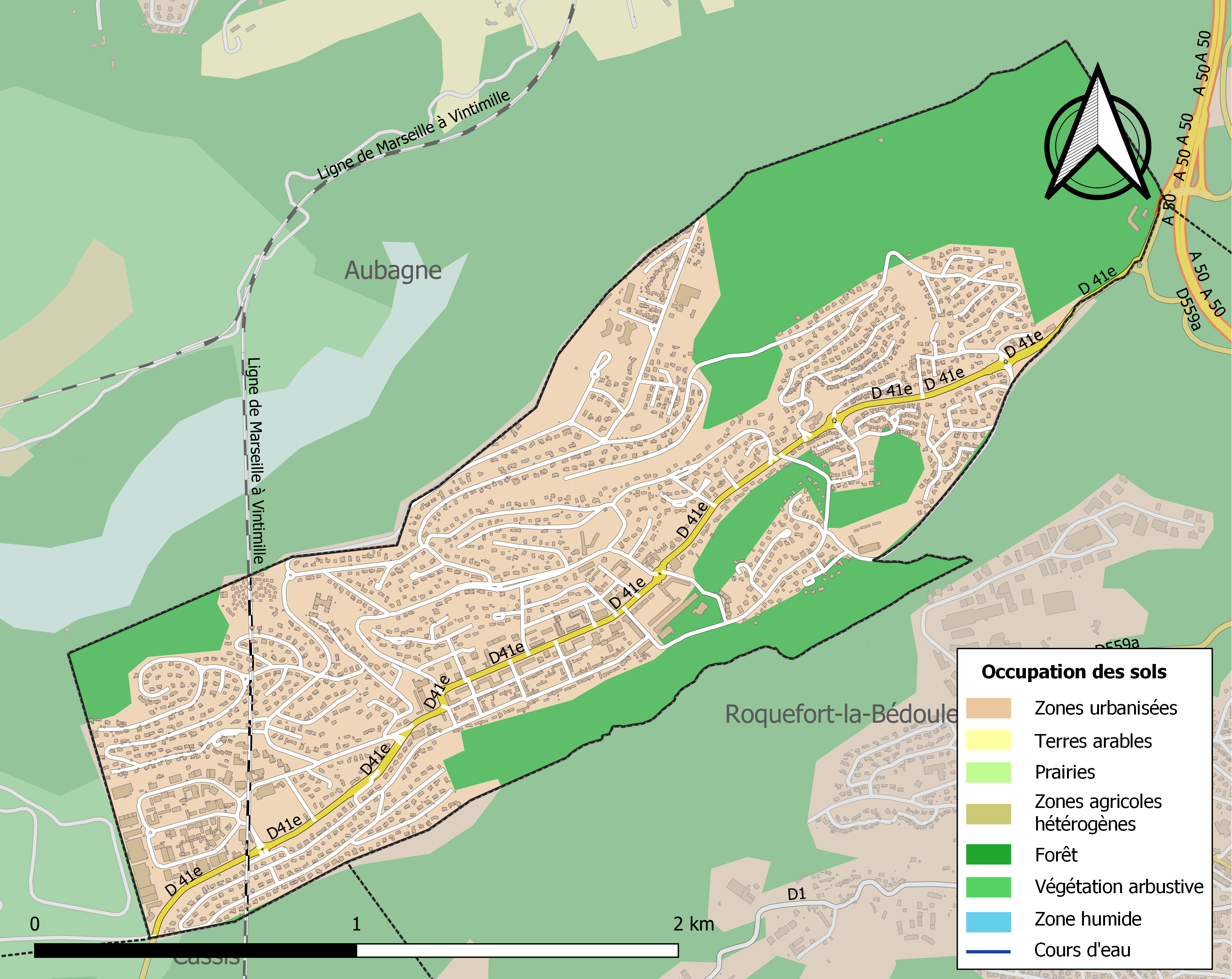
Harta infrastructurii și utilizării terenului a comunei în 2018 (CLC).

### Căi de comunicație și transporturi
Comuna este traversată pe toată lungimea sa de drumul departamental 41E, care o leagă spre sud de Cassis și spre nord de autostrada A50, la sud de Aubagne. Aceasta este singura legătură rutieră între Carnoux și comunele învecinate. Centrul orașului Marsilia se află la 16 kilometri prin trecătoarea Gineste (D 559) și la 20 km pe autostradă; ambele trasee sunt frecvent aglomerate în orele de vârf.
Linii regulate de autobuz fac legătura între Carnoux, Cassis, Aubagne și Marsilia. Linia feroviară Marsilia – Toulon trece printr-un tunel pe sub partea vestică a comunei; gara din Cassis se află la trei kilometri de ieșirea sudică din Carnoux.

## Istorie

### Epoca contemporană
În anul 1957, câțiva antreprenori francezi repatriați din Maroc, conduși de Émilien Prophète, au cumpărat 270 de hectare, în principal terenuri de garrigue (vegetatie mediteraneană), în zona numită Les Carnoux, pe teritoriul comunei Roquefort-la-Bédoule. Terenul includea, de asemenea, vii și o bastidă; întregul domeniu a fost achiziționat de la văduva arhitectului Tony Garnier⁠(d). Repatriații din Maroc au fondat noua localitate Carnoux, unde, începând cu anul 1962, au fost primiți și repatriați din Algeria.
În 1966, comuna Carnoux-en-Provence a fost înființată, devenind astfel a 119-a comună din departamentul Bouches-du-Rhône. Urbanismul noii localități a fost realizat de arhitectul Jean Rozan (1887–1977).

### Date demografice
Evoluția numărului de locuitori este cunoscută prin recensămintele populației efectuate în comuna respectivă începând din 1968. Pentru comunele cu mai puțin de 10 000 de locuitori, un recensământ al întregii populații este realizat la fiecare cinci ani, populațiile legale pentru anii intermediari fiind estimate prin interpolare sau extrapolare. Pentru comuna respectivă, primul recensământ exhaustiv în cadrul noului dispozitiv a fost realizat în 2004.
În 2022, comuna număra 6 872 locuitori, în creștere cu +4,98 % față de 2016 (Bouches-du-Rhône: +2,48 %, Franța fără Mayotte: +2,11 %).
| An        | 1968  | 1975  | 1982  | 1990  | 1999  | 2006  | 2011  | 2016  | 2021  | 2022  |
| --------- | ----- | ----- | ----- | ----- | ----- | ----- | ----- | ----- | ----- | ----- |
| Populație | 2 207 | 3 120 | 5 149 | 6 363 | 7 042 | 6 896 | 6 792 | 6 546 | 6 747 | 6 872 |

## Cultură și patrimoniu

### Locuri și monumente
În biserica Notre-Dame-d'Afrique se află o statuie a unei Fecioare negre, replică a celei din bazilica Notre-Dame d’Afrique din Alger. În fiecare an, pe 15 august, cu ocazia sărbătorii Adormirii Maicii Domnului, este organizat un pelerinaj către această statuie. În timpul pelerinajului, statuia Fecioarei este purtată în procesiune până la crucea care domină localitatea Carnoux și care este orientată către Sidi Ferruch (Sidi-Fredj), în Algeria.

### Personalități
- Ignace Heinrich⁠(d) (1925–2003), decatlonist francez.
- Tony Garnier⁠(d) (1869–1948), arhitect și urbanist originar din Lyon, și-a petrecut retragerea pe domeniul său situat pe teritoriul actualei comune; acesta cuprindea o bastidă devenită ulterior hotelul La Crémaillère și un parc care îi poartă numele, la fel ca și strada alăturată[26].